# Clericalismo
Clericalismo é o poder do clero na vida social, política e econômica.
O clericalismo é a conduta política que o clero de uma  determinada religião manifesta para favorecer seus interesses institucionais e materiais com o objetivo de incrementar seu poder.  
Geralmente está acompanhado de uma atitude de hostilidade e negação do estado laico o qual é visto como promotor da perda de prestígio e poder do clero e dos valores tradicionais defendidos pela religião. 
O Papa Francisco  , em seu discurso no Sínodo de 2018, descreveu o clericalismo assim:   
O clericalismo surge de uma visão elitista e exclusivista da vocação, que interpreta o ministério recebido como um poder a ser exercido e não como um serviço gratuito e generoso a ser prestado. Isto leva-nos a acreditar que pertencemos a um grupo que tem todas as respostas e que já não precisa de ouvir ou aprender nada. O clericalismo é uma perversão e é a raiz de muitos males na Igreja: devemos humildemente pedir perdão por isto e acima de tudo criar as condições para que não se repita.
Na época da Idade Média, o clero tinha privilégio e prestígio na sociedade feudal, porque diziam-se fazer ligação entre Deus e os seres humanos. O clero era, na Idade Média, todo o extracto social associado ao culto religioso, nomeadamente o cristão.
O clericalismo moderno renasceu na Itália, quando o Papa Pio IX (1846-1878) promulgou o Syllabus (1864), considerando-se um prisioneiro do recém-nascido Estado italiano. Condenou todos os aspectos do Liberalismo e do Modernismo, dando vida aos movimentos do catolicismo intransigente que se recusaram a reconhecer o novo Reino da Itália. 
Com a Encíclica Rerum Novarum ("Sobre as Coisas Novas"), o Papa Leão XIII (1891) mostrou seu repúdio ao Capitalismo e ao Socialismo,  seu pouco entusiasmo pela Democracia e afirmou que as classes e desigualdades sociais constituem traços inalteráveis da condição humana, assim como os direitos de propriedade, inspirando o surgimento de correntes e partidos  políticos como a Democracia Cristã e as chamadas Uniões Católicas, ao lado de outros movimentos reacionários, como o a Ação Católica na França.